# Verdrag van Londen (1954)
Het Verdrag van Londen was een internationaal verdrag tussen Italië, Joegoslavië, Groot-Brittannië en de Verenigde Staten. Dit op 5 oktober 1954 in Londen getekende verdrag hief de in 1947 tot stand gekomen Vrije Zone Triëst op. Bovendien hield het de terugtrekking in van de Amerikaans-Britse troepen, die aan de Italiaanse zijde waren gestationeerd.

## Inhoud
Het verdrag regelde de volgende zaken:
- opdeling van de Vrije Zone Triëst; de tot de VZT behorende zone A kwam onder Italiaans en zone B onder Joegoslavisch bestuur;
- geen represailles voor bewoners die zich politiek hadden geprofileerd inzake de oplossing van de kwestie Triëst;
- terugkeerrecht voor eenieder die voorheen domicilie hield in de ene of de andere zone;
- (economische) regelingen voor de haven van Triëst (die later zouden worden uitgebouwd in de verdragen van Osimo);
- garanties voor de bescherming van nationale minderheden.

Aan het verdrag werd het op dezelfde datum tussen Italië en Joegoslavië bilateraal overeengekomen Bijzonder Statuut toegevoegd. Daarin worden voor de Slovenen in de provincie Triëst minimumgaranties gegeven ten aanzien van onder meer het gebruik van het Sloveens als ambtstaal, Sloveenstalig onderwijs en pers. Het vormt het eerste internationaal-rechterlijke instrument om de minderheidsrechten te waarborgen.

## Ratificatie
Het verdrag werd door het parlement van Joegoslavië op 25 oktober 1954 geratificeerd. De Italiaanse regering heeft het verdrag nooit door het parlement laten ratificeren, maar wel een motie van vertrouwen in deze zaak geëist, hetgeen zij ook verkreeg. Het Bijzonder Statuut was ondertekend door de Italiaanse minister Manlio Brosio en de minister van Joegoslavië Vladimir Velebit en maakte integraal onderdeel uit van het verdrag.